# زيلدا ويليامز
زيلدا راي ويليامز (بالإنجليزية: Zelda Rae Williams)‏ (31 يوليو 1989) هي ممثلة أمريكية وهي ابنة الممثل روبن ويليامز ومنتجة الأفلام مارشا غراسيس ويليامز.

## حياتها وعائلتها
ولدت زيلدا في 31 يوليو 1989 في نيويورك لوالديها المعروفين سلفا في الوسط الفني، قال والدها روبن ويليامز بأن تسميته لها كان بسبب شخصية «أميرة زيلدا» من سلسلة ألعاب الفيديو «ذا ليجند أوف زيلدا». والدتها مارشا غراسيس ويليامز من أصل فلبيني فنلندي.لزيلدا أخ من زوجة أبيها الثانية ويدعى «كودي» إضافة إلى أخ في القانون يدعى «زاك ويليامز».

## موهبتها
بدأت زيلدا في مجال التمثيل في سن الخامسة، وفي سن 15 سنة مثلت في فيلم House of D رفقة والدها والممثل أنتون يلشين في دور «ميليسا ليجيا» الفتاة المراهقة التي تقع في الحب لأول مرة.
في يونيو 2011 شاركت رفقة والدها في أداء صوتي للعبة نينتندو 3دي أس «ذا ليجند أوف زيلدا: أوكرينا أوف تايم 3دي»، وفي 25 أكتوبر 2011 قدمت حفلا سيمفونيا في بناء هامرسميث أبولو المدرج احتفالا بمرور 25 سنة على صدور سلسلة ألعاب زيلدا. ثم في 17 نوفمبر 2011 تم الإعلان عن مشاركتها رفقة والدها في «ذا ليجند أوف زيلدا: سكايورد سورد» الخاصة بأجهزة الوي. وصرحت في مقابلة تلفزيونية أنها تستمتع بوقت فراغها في لعب سلسلة ألعاب سوبر سماش برذرز مع أصدقائها.
اختيرت في 2007 ضمن «قائمة أجمل 100 شخصية في العالم» الذي قامت بتصنيفها مجلة بيبول. وظهرت في فيديو كليب أغنية "Buy My Love" للمغنية الأمريكية وينتر غوردون. ثم في أغنية "...You Make Me Feel" لفرقة كوبرا ستارشيب.

## حياتها الشخصية
صرحت زيلدا بأنها مدمنة رياضة وألعاب فيديو، كما أنها من متابعي سلسلة «ذا ليجند أوف زيلدا» فيما قالت بأن ذا ليجند أوف زيلدا: ماجوراز ماسك هي أفضل نسخة من السلسلة حيث شاركت فيها بأداء صوتي خلال إصدار الإصدار 3G المعروف باسم «ذا ليجند أوف زيلدا: ماجوراز ماسك 3دي» التي أُصدِرت في 5 نوفمبر 2014.
صرحت زيلدا بأنها فتاة ذات ازدواجية الميول الجنسية بعد مواعدتها للممثل الأسترالي جاكسون هيوود بطل مسلسل «ذهابا وايابا» بعد علاقة لعدة سنوات.

## أعمالها
| السنة   | العمل                      |
| ------- | -------------------------- |
| 1994    | In Search of Dr. Seuss     |
| 1995    | Nine Months                |
| 2004    | House of D                 |
| 2008    | Were the World Mine        |
| 2009    | Don't Look Up              |
| 2010    | See You on the Other Side  |
| 2010    | Jezuz Loves Chaztity       |
| 2010    | Detention                  |
| 2011    | Stupid Questions           |
| 2012    | A Beer Tale                |
| 2012    | Noobz                      |
| 2012    | Checked Out                |
| 2013    | Teen Wolf                  |
| 2014    | Never                      |
| 2014    | أسطورة كورا                |
| 2015-16 | سلاحف النينجا (مسلسل 2012) |
| 2016    | Dead of Summer             |
| 2016    | Girl In The Box            |
| 2017    | Dark/Web                   |
| 2017    | Stitchers                  |
| 2017    | عقول إجرامية               |
| 2018    | Transformers: Cyberverse   |

### ألعاب الفيديو
| السنة | اللعبة                                        |
| ----- | --------------------------------------------- |
| 2016  | King's Quest - Chapter III: Once Upon A Climb |